# Autoroute 55 (Québec)
Pour les articles homonymes, voir A55.
L’autoroute 55 (A-55) est une autoroute du Québec desservant les régions de l'Estrie, du Centre-du-Québec et de la Mauricie. Il s'agit de la plus longue autoroute nord-sud de la province. Elle constitue le prolongement de l'I-91 au nord de la frontière des États-Unis à partir de Stanstead jusqu'à Shawinigan, où elle devient la route 155. Sa longueur totale est de 248 kilomètres, en incluant le multiplex qu'elle forme avec l'A-20 et de 210 kilomètres en excluant celui-ci. Elle est la colonne vertébrale du réseau routier du centre du Québec, reliant les villes de Magog, Sherbrooke, Drummondville, Trois-Rivières et Shawinigan. Elle est accompagnée entre la frontière américaine et Drummondville par la route 143 et de Trois-Rivières et Shawinigan par la route 157, des dessertes locales qui peuvent aussi lui servir d'alternative lors de fermeture importante.

## Description
L'A-55 est divisée en deux sections séparées de 38 kilomètres; l'autoroute Joseph-Armand-Bombardier au sud de l'A-20 et plus à l'est, l'autoroute de l'Énergie au nord de l'A-20. Entre ces tronçons, l'A-55 forme un multiplex avec l'A-20, entre les kilomètres 173 et 210 de celle-ci. Par contre, les bornes kilométriques et les numéros de sorties ne tiennent pas compte de ce chevauchement.

### Autoroute Joseph-Armand-Bombardier

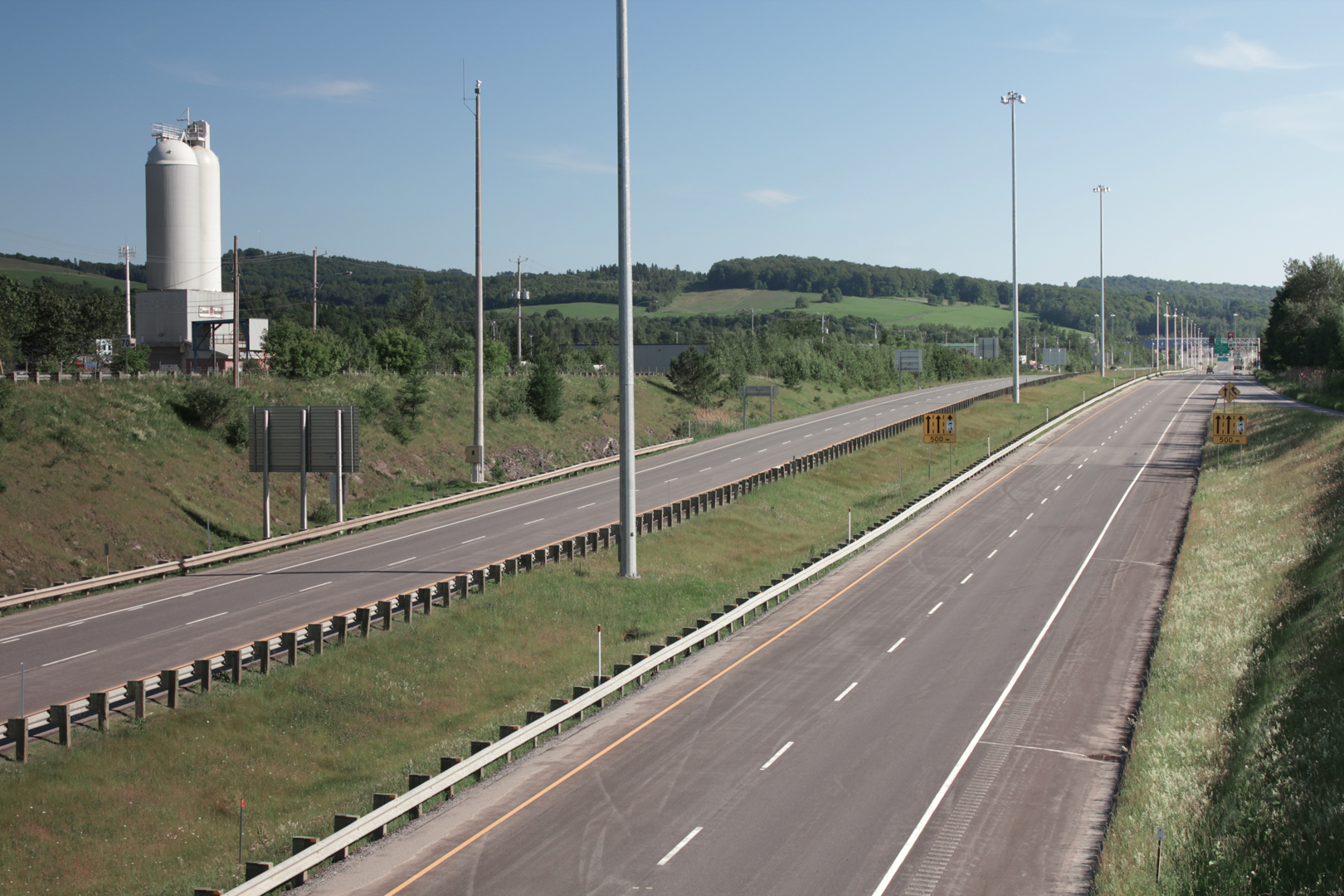
Autoroute 55 à Stanstead

La section entre la frontière américaine et Drummondville (kilomètres 0 à 128) est nommée depuis 2004 l'Autoroute Joseph-Armand-Bombardier en l'honneur de Joseph-Armand Bombardier, l'inventeur de la motoneige, le fondateur de la multinationale Bombardier et un natif de l'Estrie. Elle portait autrefois le nom d'Autoroute Transquébécoise.
L'autoroute Joseph-Armand-Bombardier débute au poste frontalier de Stanstead comme le prolongement de l'I-91 au Vermont. De là, elle s'étire vers le nord sur 34 kilomètres jusqu'à Magog en longeant la rive est du Lac Memphremagog. Au kilomètre 34, au pied du Mont Orford, elle rejoint l'A-10 pour former une multiplex avec celle-ci sur 23 kilomètres, jusqu'au kilomètre 57. Elle bifurque du même coup vers le nord-est en direction de Sherbrooke. Depuis 1988, les bornes kilométriques et les numéros de sorties de cette section sont ceux de l'A-10 (km 128 à 143). Entre l'ouverture de l'autoroute, en 1980, et 1988, elle était signée avec sa propre numérotation (km 34 à 57). Entre les kilomètres 36 (123) et 42 (128), la route 112 agit comme une voie de service de l'autoroute dans les deux directions. Au kilomètre 54 (140), elle croise l'A-410 et au kilomètre 57 (143), où l'A-10 prend fin, elle croise l'A-610. Du kilomètre 57 à son extrémité nord, au kilomètre 128, elle prend une orientation nord-ouest en longeant la rivière Saint-François. Au kilomètre 97, il y a une halte routière en direction sud, la halte du Moulin. Avant l'ajout de la seconde chaussée, la halte desservait les deux directions via une intersection à niveau. Cette halte routière fut remplacée par une aire de service, situé douze kilomètres au sud, à la sortie 85. L'autoroute Joseph-Armand-Bombardier se termine à Drummondville à la jonction avec l'A-20. L'A-55, pour sa part, se poursuit vers le nord-est sur l'A-20. L'autoroute Joseph-Armand-Bombardier est parallèle à route 143 sur toute sa longueur.
La section la plus achalandée de l'autoroute est le tronçon situé entre les autoroutes 410 et 610 à Sherbrooke (km 54 à 57) avec un débit journalier moyen annuel (DJMA) de 55 000 véhicules. D'une autre part, le tronçon entre la frontière et la sortie 2 est le moins achalandé avec un DJMA de 2 700 véhicules.

### Autoroute de l'Énergie

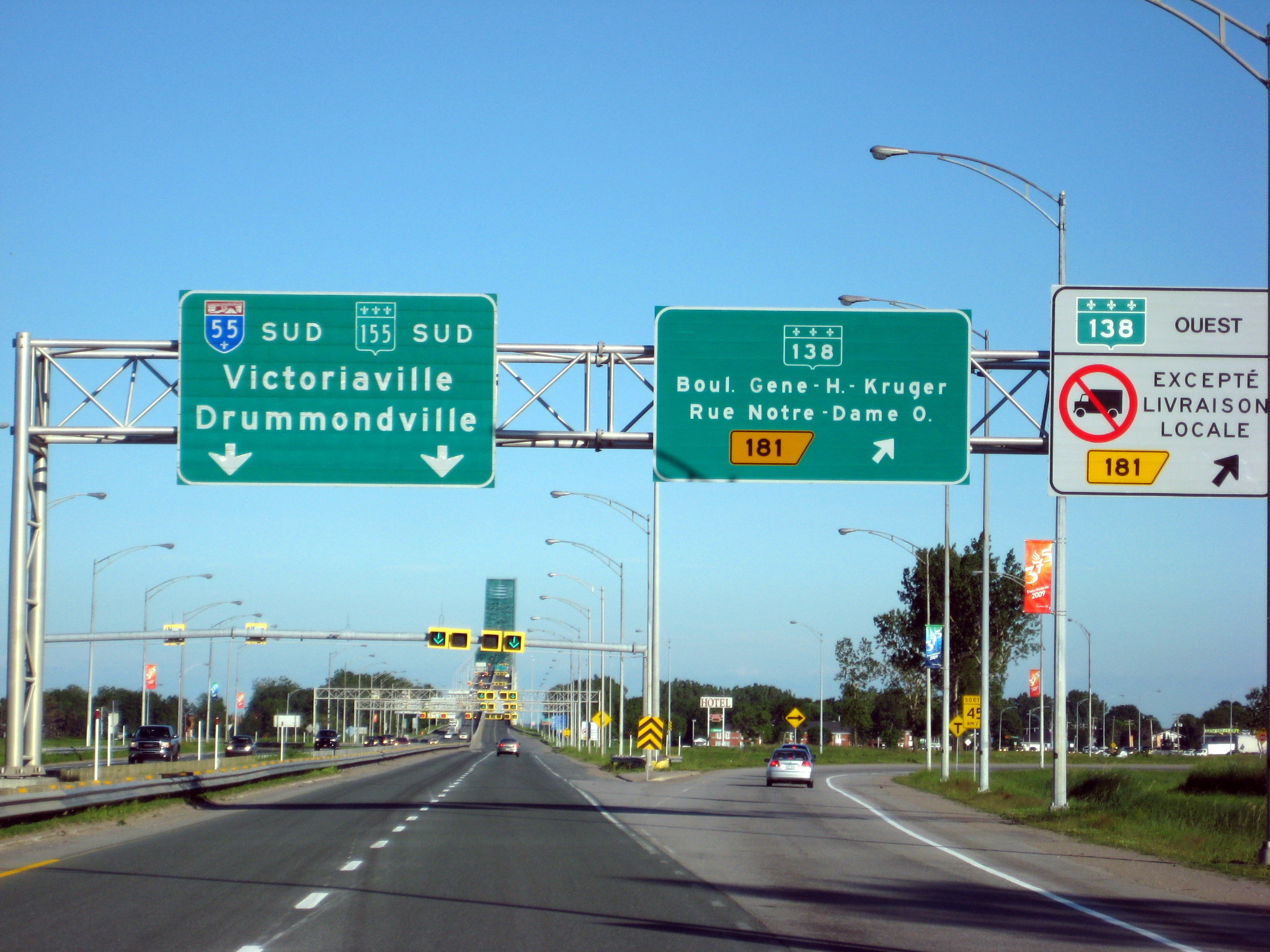
Autoroute 55 sud à Trois-Rivières, sortie 181

La section entre l'A-20 à Sainte-Eulalie et Shawinigan (kilomètres 145 à 227) se nomme depuis le 22 juin 2009 l'Autoroute de l'Énergie,. L'autoroute de l'Énergie longe un corridor industriel qui inclut sept sites de production ou d'expérimentation d'énergie. Elle est également nommée en l'honneur de Shawinigan, une ville historiquement liée à la production d'électricité. Elle portait anciennement le nom d'Autoroute Transquébécoise.
L'extrémité sud de l'autoroute de l'Énergie est au kilomètre 145 à Sainte-Eulalie. Elle débute à une jonction avec l'A-20 comme la continuité de l'A-955 qui permet d'accéder à Victoriaville. De là, elle s'oriente vers le nord-ouest en direction de Trois-Rivières. Jusqu'au kilomètre 173 à Bécancour, elle comporte une seule chaussée (deux voies) en plus de quelques intersections à niveau. Au kilomètre 176, elle croise une section isolée de l'A-30 avant de traverser le fleuve Saint-Laurent aux kilomètres 178-180 via le pont Laviolette. De là, elle suit un parcours parallèle à la rive ouest de la rivière Saint-Maurice jusqu'à son extrémité nord. Du kilomètre 182 au kilomètre 186, l'autoroute 40 se joint à la 55 pour former un court multiplex. La 55 se termine au kilomètre 227 à Shawinigan tout juste après la traversée de la rivière Saint-Maurice via le Pont des Piles. Au nord, elle devient la route 155 en direction de La Tuque et du Lac Saint-Jean. Sur la rive nord du fleuve Saint-Laurent, l'autoroute de l'Énergie partage le même corridor routier, l'axe Trois-Rivières-Shawinigan, que la route 157. Sur la rive sud du fleuve, elle est parallèle à deux anciens tracés de routes numérotés, à savoir la route 155 et la route 161 de son extrémité sud (jonction avec l'autoroute 20 et l'autoroute 955), jusqu'à Saint-Célestin.
La section la plus achalandée de l'autoroute de l'Énergie est le tronçon formant un multiplex avec l'A-40 à Trois-Rivières (km 182 à 186) avec un débit journalier moyen annuel (DJMA) de 55 000 véhicules. D'un autre part, le tronçon entre l'A-20 et Saint-Célestin est le moins achalandé avec un DJMA de 10 000 véhicules.
L'échangeur 55/40-ouest au kilomètre 186 était souvent le théâtre de congestions majeures, particulièrement les fins de semaine et les jours fériés. L'échangeur ne permettait pas de faire circuler adéquatement l'importante circulation empruntant l'A-40 ouest en provenance de Québec et se dirigeant vers Montréal. Pour pallier ce problème, des travaux ont eu lieu en 2009 pour reconfigurer l'échangeur . Cette situation est due au fait que l'échangeur a été conçu en prévision d'un éventuel parachèvement de l'A-40, qui éviterait le centre-ville de Trois-Rivières et le chevauchement avec l'A-55.

## Futur
Il n'y a présentement aucune annonce officielle concernant l'amélioration ou le prolongement de l'autoroute. Par contre, une entente a été conclue entre le ministère des Transports du Québec et la ville de Bécancour pour le réaménagement de l'intersection de l'autoroute 55 avec le Boulevard des Acadiens (km 173)[Quand ?]. Cette sortie était jusqu'en 2013 une intersection à niveau avec des feux de circulation et à cet endroit l'autoroute n'avait qu'une seule chaussée. La seconde chaussée débutait à environ 1 kilomètre au nord. Le projet consistait à déplacer la sortie vers le nord, sur la rue Arsenault et construire un viaduc pour faire passer l'autoroute au-dessus du Boulevard des Acadiens. Ce projet a inclus la construction de la seconde chaussée de l'autoroute dans ce secteur. 
En 2011, le MTQ a commandé une étude concernant le doublement des 27,1 kilomètres de l'autoroute entre Bécancour et Sainte-Eulalie, qui sont présentement à une seule chaussée. Ce tronçon comprend plusieurs intersections à niveau et présente des enjeux de sécurité et de fluidité. Le projet vise à doubler les voies, ajouter une séparation physique entre les directions et réaménager quatre intersections à niveau situées sur ce segment. Il est inscrit à la Loi concernant l’accélération de certains projets d’infrastructure (Loi 66), adoptée le 10 décembre 2020,.
En avril 2025, la ministre des Transports, Geneviève Guilbault, a visité le chantier en cours dans ce corridor, mais a refusé de s'engager fermement à respecter l’échéancier de 2028 pour la fin complète des travaux. Elle a confirmé qu’une réévaluation était en cours, tout en insistant que le projet n’était pas compromis et qu’il restait inscrit au Plan québécois des infrastructures (PQI),.
La phase en cours, qui couvre un tronçon de 7 km vers Saint-Wenceslas, doit être complétée d’ici la fin de 2025. Les phases suivantes vers Saint-Célestin et Bécancour demeurent en planification, et leur échéancier pourrait être ajusté selon les budgets disponibles et les modalités des appels d’offres à venir.
Le député de Nicolet–Bécancour, Donald Martel, a déclaré que le projet de doublement de l’autoroute 55 demeure prioritaire à ses yeux et qu’il souhaite faire toutes les représentations nécessaires pour qu’il se réalise dans les meilleurs délais. Il a toutefois souligné que certaines intersections problématiques, comme celles avec les chemins Forest et Prince ainsi que la rue Thibodeau, nécessitent encore des scénarios d’aménagement à définir,.
La mairesse de Bécancour s’est dite préoccupée par l’absence d’engagement clair quant au respect de l’échéancier initial. Elle a rappelé que le projet d’élargissement devait atteindre le secteur critique mentionné ci-haut vers 2027-2028 et a exprimé sa crainte qu’un report ne compromette la sécurité des usagers, en particulier à la lumière de récents accidents mortels survenus dans ce tronçon,.
Le MTQ avait déjà souligné en 2011 le caractère accidentogène de ce segment. Selon les données disponibles en 2023, entre 10 300 et 27 000 véhicules y circulent quotidiennement, et plusieurs collisions graves y ont encore été recensées récemment.

## Historique

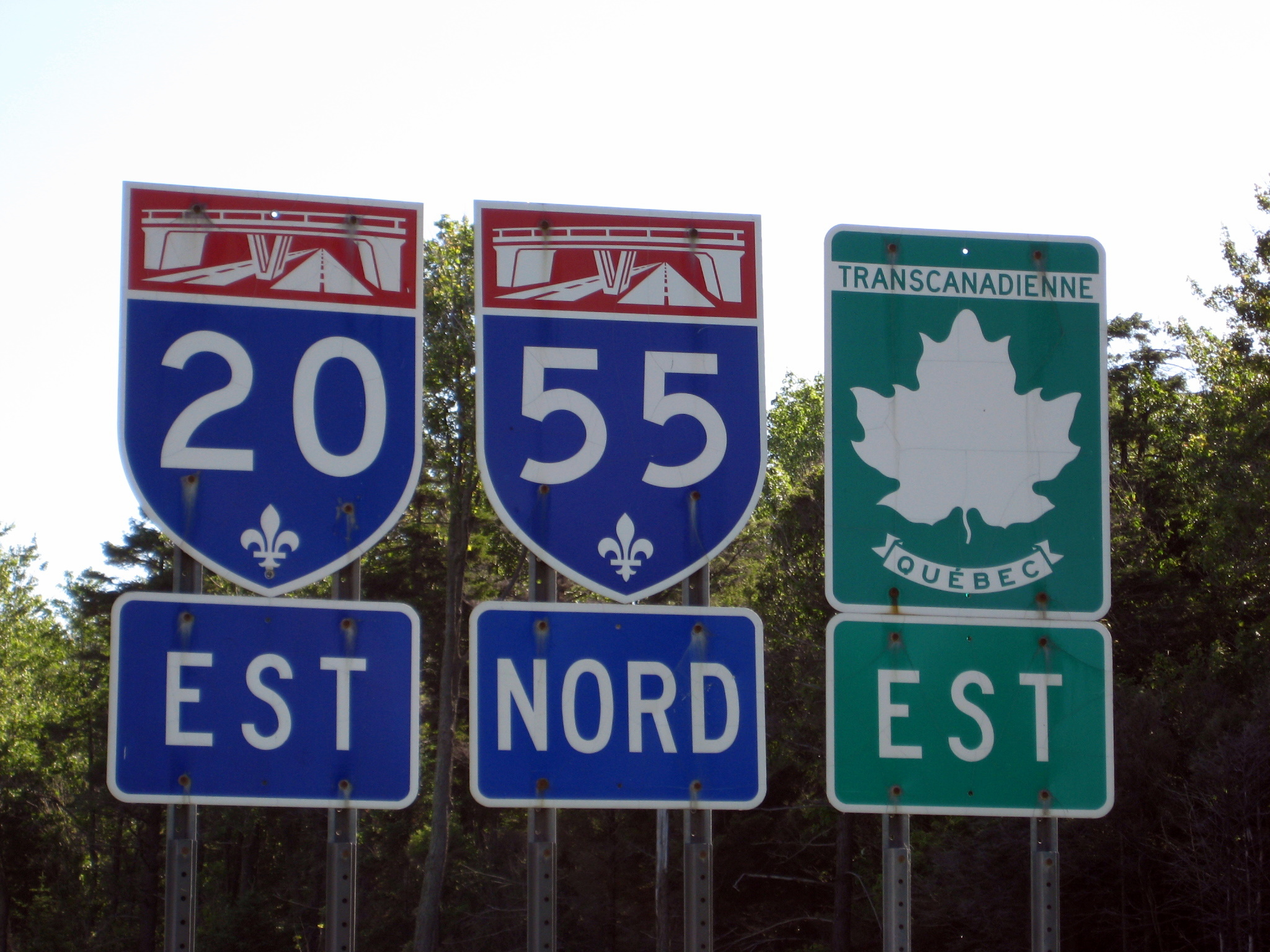
Multiplex 20-55, section de la Transcanadienne

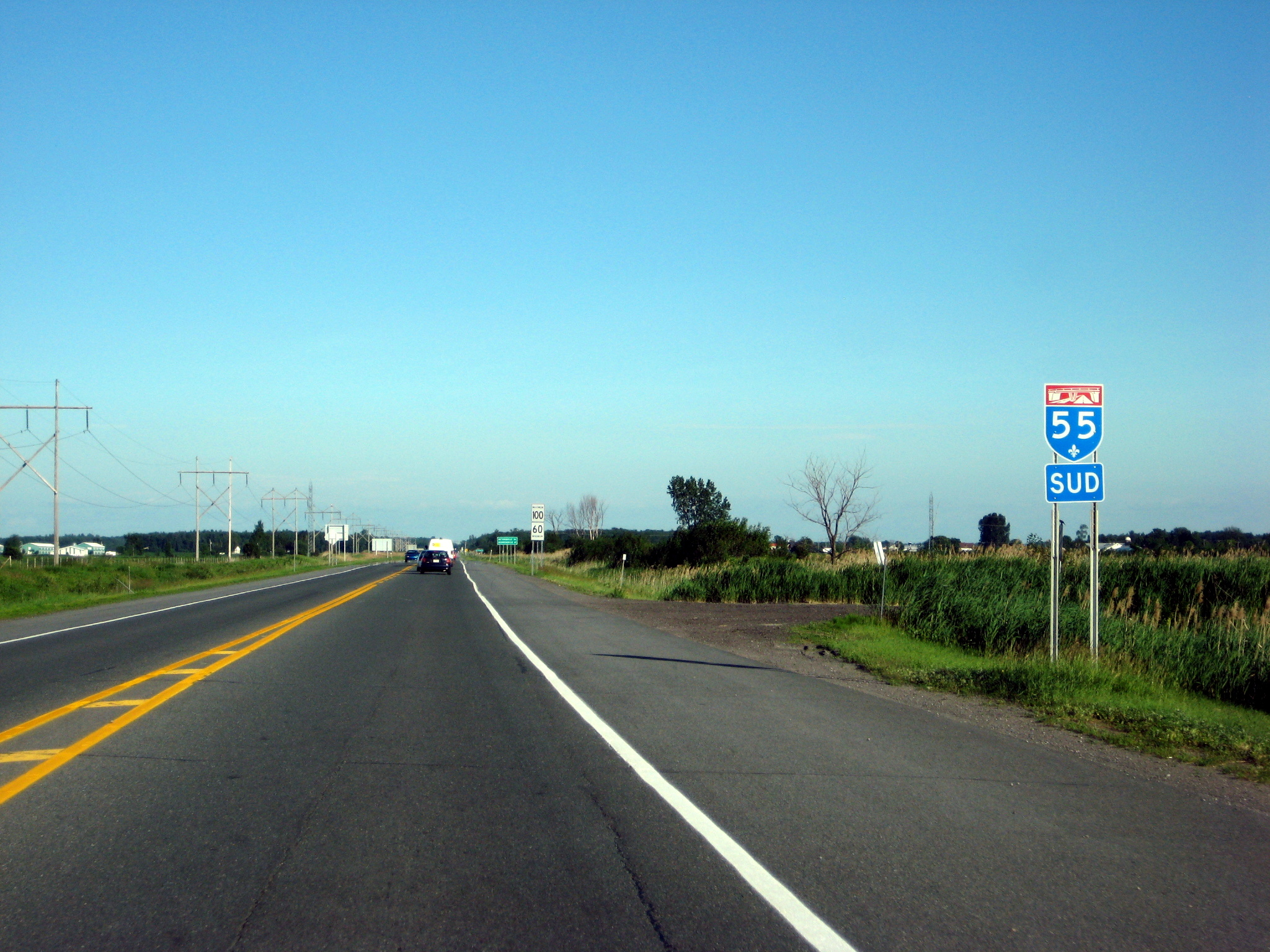
Autoroute 55 sud entre Trois-Rivières et Sainte-Eulalie (section à une chaussée)

Le premier tronçon de l'A-55 ouvrit en 1965. Le dernier tronçon fut inauguré plus de 40 ans plus tard, en 2006. La majorité de l'autoroute, 140 des 210 kilomètres, fut construite avec une seule chaussée. Avec les années, l'A-55 fut doublée à plusieurs endroits. À ce jour, il ne reste que 30 kilomètres à une seule chaussée. L'ouverture de la seconde chaussée entre Sherbrooke et Drummondville s'échelonna entre 2001 et 2006, soit environ 25 ans après la mise en service de l'autoroute. Ce doublement était devenu nécessaire, le volume de trafic étant trop important, il y avait fréquemment des accidents. L'autoroute était d'ailleurs surnommée l'autoroute de la mort.
Initialement, il n'était pas prévu que l'A-55 passe à Drummondville. Selon les plans originaux, l'A-55 devait se diviser en deux autoroutes aux environs du kilomètre 83, l'A-51 vers Drummondville et l'A-55 vers Trois-Rivières. L'A-55 aurait quitté son corridor actuel, bifurqué vers l'est, traversé la rivière Saint-François, et probablement passé dans les environs de Val-des-Sources et de Warwick avant de rejoindre l'actuelle A-955. Ainsi, l'A-55 n'aurait pas été divisée en deux sections, le multiplex avec l'A-20 aurait été évité et l'autoroute serait plus courte d'environ 20 kilomètres. Le corridor actuel de l'A-55 entre Richmond et Drummondville était réservé pour l'A-51, cette portion a d'ailleurs déjà été numérotée ainsi. Ce projet a été abandonné par manque de budget et parce qu'il n'était pas nécessaire, l'A-55 actuelle suffisant amplement à accommoder le trafic actuel.

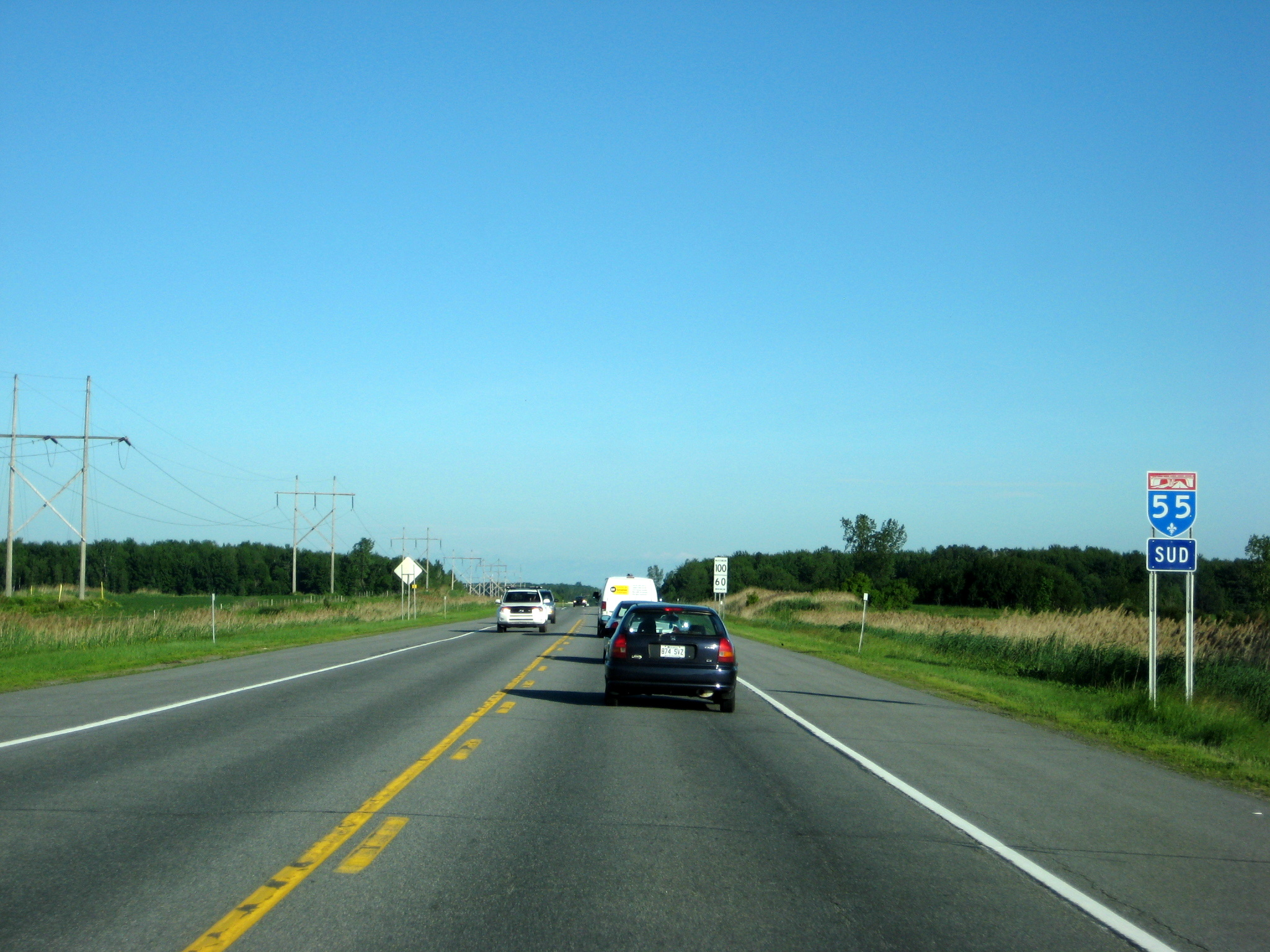
Autoroute 55 sud entre Trois-Rivières et Sainte-Eulalie (section à une chaussée)

| Autoroute Joseph-Armand-Bombardier |               |       | |
| Kilomètre                          | Kilomètre     | Année | Notes |
| 0 à 33                             | 0 à 33        | 1968  | Frontière à Route 112 |
| 33 à 34                            | 33 à 34       | 1965  | Route 112 à Autoroute 10 |
| 34 à 57                            | 34 à 57       | 1980  | Autoroute 10 à Autoroute 610 |
| 57 à 60                            | 57 à 60       | 1979  | Autoroute 610 à Route 222 |
| 60 à 71                            | Chaussée sud  | 1973  | Route 222 à Route 249 |
| 60 à 71                            | Chaussée nord | 2001  | Route 222 à Route 249 |
| 71 à 85                            | Chaussée sud  | 1974  | Route 249 à Route 243 |
| 71 à 85                            | Chaussée nord | 2003  | Route 249 à Route 243 |
| 85 à 88                            | Chaussée sud  | 1980  | Route 243 à Route 116 |
| 85 à 88                            | Chaussée nord | 2003  | Route 243 à Route 116 |
| 88 à 103                           | Chaussée sud  | 1980  | Route 116 à Route Ployart |
| 88 à 103                           | Chaussée nord | 2006  | Route 116 à Route Ployart |
| 103 à 105                          | Chaussée sud  | 1977  | Route Ployart à kilomètre 105 |
| 103 à 105                          | Chaussée nord | 2006  | Route Ployart à kilomètre 105 |
| 105 à 116                          | Chaussée sud  | 1977  | Kilomètre 105 à Route 139 |
| 105 à 116                          | Chaussée nord | 2004  | Kilomètre 105 à Route 139 |
| 116 à 128                          | Chaussée sud  | 1974  | Route 139 à Autoroute 20 Notes: La chaussée nord n'a pas été construite entre les kilomètres 127 et 128 pour ne pas devoir modifier l'échangeur avec l'autoroute 20 et construire un viaduc supplémentaire. Il y a un seul viaduc enjambant la 20 au lieu de 2 comme c'est généralement le cas pour ce type d'échangeur. |
| 116 à 128                          | Chaussée nord | 2001  | Route 139 à Autoroute 20 Notes: La chaussée nord n'a pas été construite entre les kilomètres 127 et 128 pour ne pas devoir modifier l'échangeur avec l'autoroute 20 et construire un viaduc supplémentaire. Il y a un seul viaduc enjambant la 20 au lieu de 2 comme c'est généralement le cas pour ce type d'échangeur. |

| Autoroute de l'Énergie |                     |            |                                               |
| Kilomètre              | Kilomètre           | Année      | Notes                                         |
| 145 à 153              | Chaussée nord       | 2006-10-30 | Autoroute 20 à 9e Rang                        |
|                        | Chaussée sud        |            |                                               |
| 153 à 164              | Une chaussée (nord) | 2004       | 9e Rang à Route 226                           |
|                        | Chaussée sud        |            |                                               |
| 164 à 174              | Une chaussée        | 1972       | Route 226 au Boulevard des Acadiens           |
|                        | Seconde chaussée    |            |                                               |
| 174 à 176              | Une chaussée        | 1972       | Boulevard des Acadiens à Autoroute 30         |
| 174 à 176              | Seconde chaussée    | 2013       | Boulevard des Acadiens à Autoroute 30         |
| 176 à 182              | 176 à 182           | 1967       | Autoroute 30 à Autoroute 40 (Pont Laviolette) |
| 182 à 217              | Une chaussée        | 1972       | Autoroute 40 à Route 351                      |
| 182 à 217              | Seconde chaussée    | 1979       | Autoroute 40 à Route 351                      |
| 217 à 223              | Une chaussée        | 1964       | Route 351 à Route 153                         |
| 217 à 223              | Seconde chaussée    | 1968       | Route 351 à Route 153                         |
| 223 à 227              | 223 à 227           | 1978       | Route 153 à 90e Avenue                        |

## Liste des sorties
| MRC                                                                          | Municipalité                                           | km            | Sortie                                               | Destinations | Notes |
| ---------------------------------------------------------------------------- | ------------------------------------------------------ | ------------- | ---------------------------------------------------- | --- | --- |
| Memphrémagog                                                                 | Stanstead                                              | 0,00          | —                                                    | I-91 sud – Derby Line, Newport                                                                                             | Terminus sud de l'Autoroute Joseph-Armand-Bombardier; continue au Vermont |
| Memphrémagog                                                                 | Stanstead                                              | 0,00          | Frontière canado-américaine                          | | |
| Memphrémagog                                                                 | Stanstead                                              | 0,30          |                                                      | R-247 nord / Boulevard Notre-Dame                                                                                          | Intersection à niveau |
| Memphrémagog                                                                 | Stanstead                                              | 2,00          | 2                                                    | R-143 (Rue Dufferin) – Stanstead                                                                                           | Rue Dufferin indiqué en direction sud seulement |
| Memphrémagog                                                                 | Stanstead-Est                                          | 5,00          | —                                                    | Chemin Curtis | Intersection à niveau, la seule au Québec sur une autoroute divisée à 100 km/h comme vitesse maximale |
| Memphrémagog                                                                 | Stanstead-Est                                          | 5,70          | Halte routière de Curtis (direction nord)            | Halte routière de Curtis (direction nord)                                                                                  | Halte routière de Curtis (direction nord) |
| Memphrémagog                                                                 | Sainte-Catherine-de-Hatley                             | 20,70         | 21                                                   | R-141 – Ayer's Cliff, Coaticook                                                                                            | |
| Memphrémagog                                                                 | Sainte-Catherine-de-Hatley                             | 28,70         | 29                                                   | R-108 – Sainte-Catherine-de-Hatley, North Hatley                                                                           | |
| Memphrémagog                                                                 | Magog                                                  | 31,80         | 32                                                   | Rue Saint-Patrice, Boulevard Industriel                                                                                    | |
| Memphrémagog                                                                 | Magog                                                  | 33,10         | 33                                                   | R-112 – Magog (Centre-ville)                                                                                               | |
| Memphrémagog                                                                 | Magog                                                  | 34,40         | 34                                                   | A-10 – Montréal, Sherbrooke, Drummondville, Québec                                                                         | Terminus sud du multiplex avec l'A-10; indiqué sortie 34-E (est) et 34-O (ouest) en direction nord et sortie 121 en direction sud; les numéros de sortie sont ceux de l'A-10                                |
| Memphrémagog                                                                 | Magog                                                  | 34,40         | 121                                                  | A-10 – Montréal, Sherbrooke, Drummondville, Québec                                                                         | Terminus sud du multiplex avec l'A-10; indiqué sortie 34-E (est) et 34-O (ouest) en direction nord et sortie 121 en direction sud; les numéros de sortie sont ceux de l'A-10                                |
| Limite Memphrémagog–Sherbrooke                                               | Limite Magog–Sherbrooke                                | 36,70–38,80   | 123                                                  | R-112 (Rue Sherbrooke) vers R-249 – Magog (Centre-ville), Saint-Denis-de-Brompton                                          | Rue Sherbrooke indiqué en direction nord, Magog (Centre-ville) indiqué en direction sud |
| Sherbrooke                                                                   | Sherbrooke                                             | 41,00         | 128                                                  | R-112 (Boulevard Bourque)                                                                                                  | |
| Sherbrooke                                                                   | Sherbrooke                                             | 46,90         | 133                                                  | Chemin Saint-Roch Nord | |
| Sherbrooke                                                                   | Sherbrooke                                             | 49,60         | Aire de repos Catherine-Day (direction nord)         | Aire de repos Catherine-Day (direction nord)                                                                               | Aire de repos Catherine-Day (direction nord) |
| Sherbrooke                                                                   | Sherbrooke                                             | 50,90         | 137                                                  | R-220 (Boulevard Industriel) / Chemin de St-Élie                                                                           | |
| Sherbrooke                                                                   | Sherbrooke                                             | 52,00         | Aire de repos Alfred-Desrochers (direction sud)      | Aire de repos Alfred-Desrochers (direction sud)                                                                            | Aire de repos Alfred-Desrochers (direction sud) |
| Sherbrooke                                                                   | Sherbrooke                                             | 54,40         | 140                                                  | A-410 est vers R-108 – Rue King Ouest, Coaticook, Cookshire-Eaton                                                          | Coaticook indiqué en direction sud seulement |
| Sherbrooke                                                                   | Sherbrooke                                             | 55,20         | 141                                                  | Boulevard de Monseigneur-Fortier                                                                                           | |
| Sherbrooke                                                                   | Sherbrooke                                             | 56,90         | 143                                                  | A-610 est vers R-112 – Sherbrooke (Centre-ville), East Angus, Lac-Mégantic                                                 | Terminus nord du multiplex avec l'A-10; terminus est de l'A-10 |
| Sherbrooke                                                                   | Sherbrooke                                             | 58,00         | 58                                                   | R-222 (Chemin des Écossais) – Saint-Denis-de-Brompton, Valcourt                                                            | Valcourt indiqué en direction nord seulement |
| Sherbrooke                                                                   | Sherbrooke                                             | 60,10         | 60                                                   | Rue Laval | |
| Le Val-Saint-François                                                        | Windsor                                                | 71,00         | 71                                                   | R-249 – Windsor, Saint-François-Xavier-de-Brompton, Val-des-Sources                                                        | Indiqué sortie 71-N (nord) et 71-S (sud) en direction nord; Val-des-Sources indiqué en direction nord seulement                                                                                             |
| Le Val-Saint-François                                                        | Melbourne                                              | 84,50         | 85                                                   | R-243 – Racine, Valcourt, Melbourne                                                                                        | Aire de service de Melbourne |
| Le Val-Saint-François                                                        | Melbourne                                              | 88,70         | 88                                                   | R-116 – Acton Vale, Danville, Richmond, Val-des-Sources, Victoriaville                                                     | Val-des-Sources indiqué en direction sud, Victoriaville indiqué en direction nord |
| Le Val-Saint-François                                                        | Ulverton                                               | 96,50         | —                                                    | Sortie non-identifiée | Accès au chemin Porter via une ancienne halte routière; direction sud |
| Le Val-Saint-François                                                        | Ulverton                                               | 97,70         | 98                                                   | Chemin Mooney | Direction nord seulement |
| Drummond                                                                     | L'Avenir                                               | 104,10        | 103                                                  | Lefebvre, L'Avenir, Ulverton, Durham-Sud                                                                                   | Lefebvre indiqué en direction nord, Ulverton et Durham-Sud indiqués en direction sud |
| Drummond                                                                     | Drummondville                                          | 111,30        | 111                                                  | Route Caya | |
| Drummond                                                                     | Drummondville                                          | 116,40        | 116                                                  | R-139 – Wickham, Acton Vale, Granby                                                                                        | |
| Drummond                                                                     | Drummondville                                          | 122,00        | 122                                                  | Boulevard Jean-de-Brébeuf                                                                                                  | |
| Drummond                                                                     | Drummondville                                          | 125,40        | 125                                                  | R-122 – Saint-Germain-de-Grantham, Drummondville (Centre-ville)                                                            | |
| Drummond                                                                     | Drummondville                                          | 128,00        | 128                                                  | A-20 – Montréal, Québec | Terminus sud du multiplex avec l'A-20; terminus nord de l'Autoroute Joseph-Armand-Bombardier; indiqué sortie 128 en direction nord et sortie 173 en direction sud; les numéro de sortie sont ceux de l'A-20 |
| Drummond                                                                     | Drummondville                                          | 128,00        | 173                                                  | A-20 – Montréal, Québec | Terminus sud du multiplex avec l'A-20; terminus nord de l'Autoroute Joseph-Armand-Bombardier; indiqué sortie 128 en direction nord et sortie 173 en direction sud; les numéro de sortie sont ceux de l'A-20 |
| Drummond                                                                     | Drummondville                                          | 125,40        | 175                                                  | R-143 nord (Boulevard Lemire) – Saint-Bonaventure, Saint-François-du-Lac                                                   | Terminus sud du multiplex avec la R‑143 |
| Drummond                                                                     | Drummondville                                          | 131,30        | 177                                                  | R-143 sud – Saint-Majorique-de-Grantham, Drummondville (Centre-ville)                                                      | Terminus nord du multiplex avec la R‑143 |
| Drummond                                                                     | Drummondville                                          | 133,60        | 179                                                  | Chemin du Golf | |
| Drummond                                                                     | Drummondville                                          | 135,10        | 181                                                  | Boulevard Foucault | |
| Drummond                                                                     | Saint-Cyrille-de-Wendover                              | 139,90        | 185                                                  | R-255 – Baie-du-Febvre, Saint-Cyrille-de-Wendover, Saint-Félix-de-Kingsey                                                  | |
| Drummond                                                                     | Notre-Dame-du-Bon-Conseil                              | 145,90        | 191                                                  | Sainte-Brigitte-des-Saults                                                                                                 | |
| Drummond                                                                     | Notre-Dame-du-Bon-Conseil                              | 150,80        | 196                                                  | R-259 – Nicolet, Sainte-Perpétue, Notre-Dame-du-Bon-Conseil                                                                | |
| Limite Drummond–Nicolet-Yamaska                                              | Limite Notre-Dame-du-Bon-Conseil–Saint-Léonard-d'Aston | 154,10        | 200                                                  | Saint-Léonard-d'Aston | Ancienne R-155 |
| Nicolet-Yamaska                                                              | Saint-Léonard-d'Aston                                  | 156,10        | 202                                                  | Rang du Moulin-Rouge | Madrid 2.0 |
| Nicolet-Yamaska                                                              | Sainte-Eulalie                                         | 157,30        | 204                                                  | Rang des Cèdres, Rang des Plaines                                                                                          | |
| Nicolet-Yamaska                                                              | Sainte-Eulalie                                         | 163,40        | 210                                                  | A-20 est – Québec A-955 sud – Saint-Samuel, Victoriaville, Saint-Albert, Warwick R-161 nord – Sainte-Eulalie, Saint-Valère | Terminus nord du multiplex avec l'A-20; sortie 210 de l'A-20; sortie 15 de l'A-955; terminus sud de l'Autoroute de l'Énergie                                                                                |
| Nicolet-Yamaska                                                              | Sainte-Eulalie                                         | 163,40        | 145                                                  | A-20 est – Québec A-955 sud – Saint-Samuel, Victoriaville, Saint-Albert, Warwick R-161 nord – Sainte-Eulalie, Saint-Valère | Terminus nord du multiplex avec l'A-20; sortie 210 de l'A-20; sortie 15 de l'A-955; terminus sud de l'Autoroute de l'Énergie                                                                                |
| Nicolet-Yamaska                                                              | Saint-Wenceslas                                        | 171,80        | 153                                                  | Saint-Léonard-d'Aston, Saint-Wenceslas, Sainte-Eulalie                                                                     | Sainte-Eulalie indiqué en direction sud seulement |
| Nicolet-Yamaska                                                              | Saint-Célestin                                         | 183,20        | —                                                    | R-226 – Saint-Célestin | Intersection à niveau; échangeur proposé |
| Bécancour                                                                    | Bécancour                                              | 186,30        | —                                                    | Rang Prince | Intersection à niveau; sera retirée |
| Bécancour                                                                    | Bécancour                                              | 188,10        | —                                                    | Chemin Forest – Précieux-Sang                                                                                              | Intersection à niveau; sera retirée |
| Bécancour                                                                    | Bécancour                                              | 189,80        | —                                                    | Chemin Thibodeau | Intersection à niveau; sera retirée |
| Bécancour                                                                    | Bécancour                                              | 191,90        | 173                                                  | Saint-Grégoire, Nicolet, Wôlinak                                                                                           | |
| Bécancour                                                                    | Bécancour                                              | 194,30–195,40 | 176                                                  | A-30 / R-132 – Bécancour, Sainte-Angèle                                                                                    | Sortie 209 de l'A-30 |
| Fleuve Saint-Laurent                                                         | Fleuve Saint-Laurent                                   | 196,20–198,80 | Pont Laviolette                                      | Pont Laviolette | Pont Laviolette |
| Trois-Rivières                                                               | Trois-Rivières                                         | 198,80        | 181                                                  | R-138 (Rue Notre-Dame / Boulevard Gene-H.-Kruger)                                                                          | |
| Trois-Rivières                                                               | Trois-Rivières                                         | 200,60        | 182                                                  | A-40 est – Trois-Rivières (Centre-ville), Québec                                                                           | Terminus sud du multiplex avec l'A-40; sortie 197 de l'A-40 |
| Trois-Rivières                                                               | Trois-Rivières                                         | 201,20        | 183                                                  | Boulevard Jean-XXIII | |
| Trois-Rivières                                                               | Trois-Rivières                                         | 204,40        | 186                                                  | A-40 ouest / Boulevard des Chenaux – Montréal                                                                              | Terminus nord du multiplex avec l'A-40; sortie 196 de l'A-40 |
| Trois-Rivières                                                               | Trois-Rivières                                         | 209,30        | 191                                                  | Boulevard Industriel, Boulevard Saint-Michel                                                                               | |
| Trois-Rivières                                                               | Trois-Rivières                                         | 214,60        | 196                                                  | Boulevard des Forges – Saint-Thomas-de-Caxton                                                                              | |
| Maskinongé                                                                   | Saint-Étienne-des-Grès                                 | 219,90        | 202                                                  | Saint-Étienne-des-Grès, Saint-Barnabé                                                                                      | |
| Maskinongé                                                                   | Saint-Étienne-des-Grès                                 | 222,90        | Aire de repos des Grès (direction nord, saisonnière) | Aire de repos des Grès (direction nord, saisonnière)                                                                       | Aire de repos des Grès (direction nord, saisonnière) |
| Maskinongé                                                                   | Saint-Étienne-des-Grès                                 | 224,40        | 206                                                  | Saint-Boniface | |
| Maskinongé                                                                   | Saint-Boniface                                         | 229,80        | 211                                                  | R-153 – Saint-Boniface, Saint-Élie-de-Caxton, Shawinigan (Centre-ville)                                                    | Shawinigan (Centre-ville) indiqué en direction nord seulement |
| Shawinigan                                                                   | Shawinigan                                             | 234,40        | 216                                                  | Rue Burrill | |
| Shawinigan                                                                   | Shawinigan                                             | 235,80        | 217                                                  | R-351 (Rue Trudel) – Saint-Mathieu-du-Parc, Shawinigan (Centre-ville)                                                      | Shawinigan (Centre-ville) indiqué en direction sud seulement |
| Shawinigan                                                                   | Shawinigan                                             | 238,10        | 220                                                  | Boulevard Hubert-Biermans / Chemin de la Vallée-du-Parc                                                                    | |
| Shawinigan                                                                   | Shawinigan                                             | 241,40        | 223                                                  | Avenue de Grand-Mère, 25e Rue                                                                                              | |
| Shawinigan                                                                   | Shawinigan                                             | 244,50        | 226                                                  | Chemin du Parc national, 8e Rue                                                                                            | |
| Shawinigan                                                                   | Shawinigan                                             | 246,50        | —                                                    | R-155 nord – Grandes-Piles, La Tuque                                                                                       | Terminus nord de l'Autoroute de l'Énergie; continue comme R-155 |
| - Terminus de multiplex - Accès incomplet - Transition de route - Non-ouvert |                                                        |               |                                                      | | |